# Велика Бахта
Вели́ка Ба́хта — пасажирський залізничний зупинний пункт Ужгородської дирекції Львівської залізниці.
Розташований поблизу села Велика Бакта, Берегівський район Закарпатської області на лінії Батьово — Солотвино І між станціями Берегове (1 км) та Боржава (8 км).
Станом на серпень 2019 року щодня п'ять пар дизель-потягів прямують за напрямком Батьово — Королево/Солотвино I.